# Scott Altman
Scott Douglas „Scooter” Altman (ur. 15 sierpnia 1959 w Lincoln) – amerykański astronauta, pilot wojskowy, komandor United States Navy. Uczestnik czterech misji kosmicznych, podczas których spędził w kosmosie prawie 39 dni. Do korpusu astronautów został przyjęty w 1994 (grupa NASA-15). 11 maja 2009 wystartował w kosmos na pokładzie promu Atlantis, dowodząc misją STS-125, będącą jego ostatnią wyprawą orbitalną.

## Odznaczenia
- Defense Superior Service Medal
- Legion of Merit
- Distinguished Flying Cross
- Defense Meritorious Service Medal
- Medal Lotniczy
- Navy Commendation Medal
- Navy Achievement Medal
- NASA Distinguished Service Medal
- Universal Astronaut Insignia za lot orbitalny (nr 374) – Stowarzyszenie Uczestników Lotów Kosmicznych (Association of Space Explorers(inne języki))[1]